# Синьоопашат пчелояд
Синьоопашат пчелояд (Merops philippinus) е вид птица от семейство Meropidae.

## Разпространение
Видът е разпространен в Бангладеш, Виетнам, Индия, Индонезия, Източен Тимор, Камбоджа, Китай, Лаос, Малайзия, Мианмар, Непал, Пакистан, Папуа Нова Гвинея, Сингапур, Тайланд, Филипините, Хонконг и Шри Ланка.